# Les Dieux de la peste
Pour plus de détails, voir Fiche technique et Distribution.
Les Dieux de la peste (titre original : Götter der Pest) est un film allemand réalisé par Rainer Werner Fassbinder et sorti en 1970.

## Synopsis
À sa sortie de prison, le petit escroc Franz Walsch retrouve son amie Joanna. Dans son lent retour à la vie, il traîne son regard vide de femme en femme. Franz recherche le « gorille », un vieux gangster, assassin du frère de Franz, qui décide néanmoins de refaire équipe avec lui pour un dernier braquage.

## Fiche technique
- Titre : Les Dieux de la peste
- Titre original : Götter der Pest
- Réalisation : Rainer Werner Fassbinder
- Scénario : Rainer Werner Fassbinder
- Photographie : Dietrich Lohmann
- Montage : Rainer Werner Fassbinder
- Musique : Peer Raben
- Décors : Kurt Raab
- Producteurs : Rainer Werner Fassbinder, Michael Fengler
- Pays d'origine :  Allemagne de l'Ouest
- Format : Noir et blanc — 35 mm — 1,37:1 — Son : Mono
- Genre : Film dramatique
- Durée : 91 minutes
- Date de sortie : 1970

## Distribution
- Hanna Schygulla : Johanna Reiher
- Margarethe von Trotta : Margarethe
- Harry Baer : Franz Walsch
- Günther Kaufmann : Günther
- Carla Aulalu : Carla
- Ingrid Caven : Magdalena Fuller
- Lilith Ungerer : jeune fille dans le 1er café
- Katrin Schaake : la propriétaire du 2e café
- Hannes Gromball : le directeur du supermarché
- Jan George : un policier
- Micha Cochina : Joe
- Lilo Pempeit : la mère
- Marian Seidowski : Marian
- Yaak Karsunke : le commissaire
- Rainer Werner Fassbinder : l'homme qui achète des revues pornographiques

et avec la participation de Irm Hermann, Peter Moland, Doris Mattes.